# د فلیر

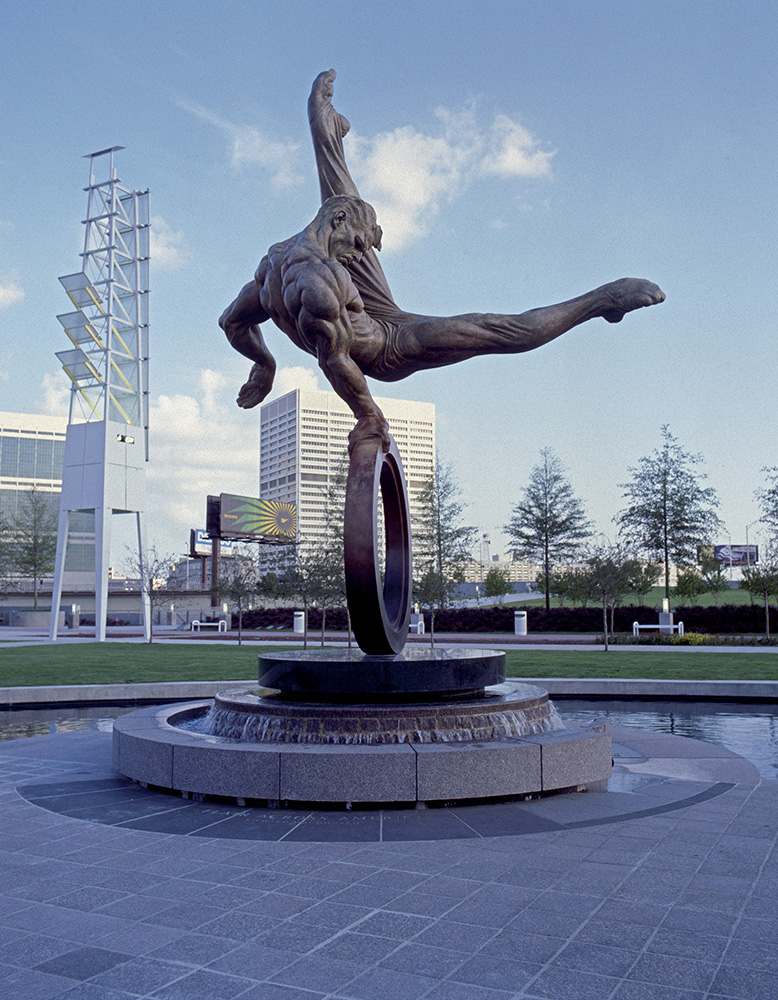
مجسمهٔ دِ فِلِیر

دِ فِلِیر یک مجسمهٔ برنزی در شهر آتلانتای ایالت جورجیای آمریکا است. ساخت این مجسمه توسط ریچارد مک‌دونالد در سال ۱۹۹۶ و پیش از برگزاری بازی‌های المپیک تابستانی ۱۹۹۶ به پایان رسید. این اثر هنری در بخش خاوری جورجیا دوم و در مرکز کنگرهٔ جهانی جورجیا واقع شده‌است. «دِ فِلِیر» در واژه بمعنای استعداد یا توانایی انجام کاری است.

دِ فِلِیر برای بزرگداشت ورزشکاران المپیک بنیان‌گذاشته شده‌است؛ 
 برای همهٔ کسانی که نمونهٔ راستین عزم و فداکاری برای رسیدن به برتری و بهترین بودند. 
 این مجسمه هدیه‌ای از سوی آقای مک‌دونالد به ایالت و شهر بوده‌است. این سازه در تاریخ ۸ ژوئیه سال ۱۹۹۶ میلادی برابر با ۱۸ تیرماه سال ۱۳۷۵ هجری خورشیدی بنیانگذاری شد.